# 消泡装置
消泡装置(脱泡装置)とは、液体から液体内に混在した泡を取り除く装置。
粘度が低い液体を消泡する場合には、液体を高速回転させ遠心力によって破泡し泡を取り除く。
粘度が高い液体では、真空にした攪拌槽内で長時間液体を攪拌したり、液体をローターで回転させ破泡後に真空槽で泡を取り除く。後者は、特殊ローターとハウジングの微小な隙間を液が通過して真空槽に突入する瞬間に泡を消失させる構造。
アメリカでは槽を回転させて遠心力で液を槽壁に押し付けて薄膜にする方式の装置がある。 日本では前述の強制薄膜から真空槽に放出する方式の装置がある。